# 79 Pułk Piechoty (LWP)
79 Pomorski pułk piechoty (79 pp) – oddział piechoty ludowego Wojska Polskiego.
Pułk został sformowany w 1958, w garnizonie Lębork, w składzie 23 Dywizji Piechoty. Jednostka była organizowana na bazie 32 Pomorskiego batalionu czołgów ciężkich i artylerii pancernej. Na początku 1963 oddział został przeformowany w 79 Pomorski pułk desantowy i włączony w skład 23 Dywizji Desantowej.